# Pierre de Tonquédec
Pierre de Tonquédec, właściwie Pierre Edmond Marie de Quengo de Tonquédec (ur. 27 października 1929 we Flers) – francuski generał broni i działacz społeczny.

## Życiorys
Zawodowo związany z wojskiem, będąc inspektorem marynarki wojennej i dowódcą III Okręgu Wojskowego w Rennes. Wielokrotnie odznaczany, między innymi orderem Legii Honorowej, Krzyżem Wielkim Orderu Narodowego Zasługi oraz Krzyżem Komandorskim z Gwiazdą Orderu Zasługi Rzeczypospolitej Polskiej.
Od momentu założenia związany ze Stowarzyszeniem Ille-et-Vilaine / Pologne w Rennes, któremu przewodniczył w latach 1990–1994. Działalność organizacji obejmowała pomoc dla polskich społeczności lokalnych, kształcenie kadr, a także rozwój kontaktów gospodarczych i kulturalnych. Stowarzyszenie w szczególności skupiało się na wsparciu Poznania i Wielkopolski w zakresie intensyfikacji kontaktów ekonomicznych, handlowych, edukacyjnych i kulturalnych z Bretanią, o co prócz Tonquédeca zabiegali także Edmond Hervé oraz Pierre Méhaignerie.
W 1993, „w uznaniu szczególnych zasług oraz ogromu podjętych obowiązków i wykonanej pracy w konsekwentnym budowaniu pozytywnego obrazu Polski, Wielkopolski i naszego Miasta w umysłach nowych generacji Francuzów, w wyniku czego zostały nawiązane trwałe relacje wzajemnej współpracy i przyjaźni”, Rada Miasta Poznania przyznała mu odznaczenie „Zasłużony dla Miasta Poznania”.
Od 1994 roku publikuje artykuły poświęcone Polsce w dzienniku Ouest-France. W tym samym roku został uhonorowany medalem Ad perpetuam rei memoriam.
W lipcu 2002 nagrodzony został przez poznański Dom Bretanii medalem św. Iwona.